# درخت آهن
درخت آهن یا پوهوتوکاوا (مائوری: pōhutukawa) درختی همیشه سبز ساحلی از سَردهٔ مورد در خانوادهٔ موردیان است. این درخت نمایش درخشانی از گل‌های قرمز (یا گاهی نارنجی، زرد یا سفید) را ایجاد می‌کند که هر کدام از انبوهی از پرچم‌ها تشکیل شده‌اند. 
درخت آهن یکی از دوازده گونه آهن‌چوبان (Metrosideros) بومی نیوزلند است. این درخت به دلیل رنگ زنده و توانایی آن برای زنده ماندن حتی بر روی صخره‌های پرتگاهی و متزلزل، شهرت دارد، به دلیل استحکام و زیبایی خود جایگاه مهمی در فرهنگ نیوزلند پیدا کرده‌است و مائوری‌ها آن را به عنوان درخت اصلی (rākau rangatira) می‌شناسد.